# ایندین اسپرینگز (جورجیا)
ایندین اسپرینگز (به انگلیسی: Indian Springs) یک منطقهٔ مسکونی در ایالات متحده آمریکا است که در شهرستان کتوسا، جورجیا واقع شده‌است. ایندین اسپرینگز ۶٫۷ کیلومتر مربع مساحت و ۲٬۲۴۱ نفر جمعیت دارد و ۲۱۹ متر بالاتر از سطح دریا واقع شده‌است.